# Atli Jóhannsson
Atli Jóhannsson (5 ottobre 1982) è un ex calciatore islandese, di ruolo centrocampista.

## Carriera

### Club
Ha giocato più di 200 incontri nel campionato islandese, e una decina di sfide in UEFA Europa League tra KR (2009) e Stjarnan: il 10 luglio 2014, firma la sua prima rete europea ai danni dei gallesi del Bangor City (0-4).